# Fusillade de la base aérienne Roi Fayçal
 (décembre 2021).
La fusillade de la base aérienne Roi Fayçal a lieu le 4 novembre 2016 sur installation de l'armée de l'air jordanienne près d'Al-Jafr (en), lorsque trois instructeurs des forces spéciales de l'armée américaine stationnés sur la base sont délibérément tués par un soldat jordanien qui garde l'entrée de la base. Les soldats américains reviennent d'un exercice d'entraînement dans un convoi lorsqu'ils sont la cible de tirs du premier sergent Marik al-Tuwayha à un poste de contrôle pour véhicules, ce qui déclenche une fusillade.
Il s'agit de la deuxième attaque meurtrière contre des instructeurs américains en Jordanie en moins d'un an, ce qui provoque un différend entre les gouvernements des États-Unis et de la Jordanie, tout en soulevant des questions sur le rôle que les soldats américains jouent en Jordanie,. Le gouvernement jordanien inculpe officiellement al-Tuwayha de meurtre et d'intention de tuer, provoquant la colère de certains éléments de la population jordanienne, dont l'influente tribu Howeitat. Après un mois de procès, al-Tuwayha est condamné à la prison à vie avec travaux forcés en juillet 2017.

## Contexte
Les États-Unis et la Jordanie entretiennent de solides relations militaires depuis 1957, date à laquelle les États-Unis commencent à envoyer une aide militaire à la Jordanie. Au cours de l'année 2013, les États-Unis envoient près d'1,4 milliard de dollars d'aide à la Jordanie. En 1996, les États-Unis accordent à la Jordanie le statut d'allié majeur non-OTAN (MNNA), une désignation qui, entre autres, permet à la Jordanie de recevoir du matériel de défense américain excédentaire, une formation et des prêts d'équipement pour la recherche et le développement en coopération. À partir de 2013, la Jordanie devient également un lieu populaire pour la formation américaine de groupes tels que les troupes du gouvernement irakien et les rebelles syriens modérés dans le cadre du programme syrien "Train and Equip (en)" (STEP),.
Les racines du programme syrien "Train and Equip" en Jordanie commencent en 2013 lorsque les premiers instructeurs des forces spéciales américaines arrivent dans le pays pour former les premières recrues du programme. STEP est un programme géré par la CIA et, en tant que telles, les troupes américaines qui participent sont "détachées" à la CIA conformément au droit international. Les bases militaires jordaniennes sont le plus souvent utilisées dans le cadre de la formation de combattants sélectionnés. L'une de ces bases comprend la base aérienne Roi Faisal, située à la périphérie d'Al-Jafr (en), en Jordanie.

## Fusillade

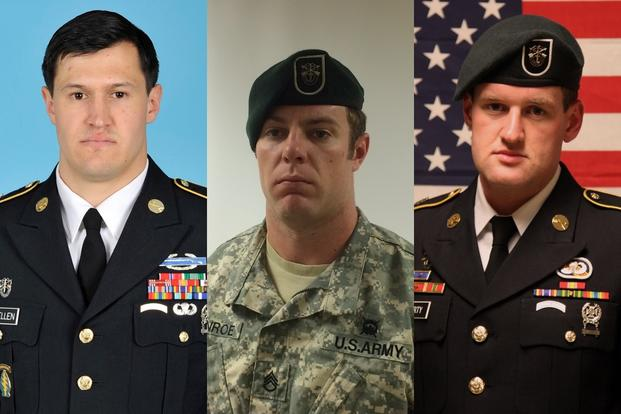
Les trois victimes de la fusillade de la base aérienne Roi Fayçal

Peu après midi le 4 novembre 2016, un convoi de quatre véhicules non blindés arrive sur la base aérienne Roi Fayçal. Le convoi comprend quatre soldats américains qui reviennent d'une journée d'entraînement au champ de tir. Le premier véhicule du convoi traverse sans encombre le seul point de contrôle (en) d'accès de la base. Alors que le deuxième véhicule s'approche pour entrer, un garde de l'armée jordanienne, le caporal Marik al-Tuwayha, ouvre le feu avec son fusil M16, tirant à travers le pare-brise du véhicule et tuant le staff-sergeant Kevin McEnroe et le staff-sergeant Matthew Lewellen. Les autres américains dans les véhicules suivants crient en anglais et en arabe au caporal al-Tuwayha de cesser le feu, en vain. Le caporal al-Tuwayha s'avance ensuite vers les autres américains du convoi, tirant sur eux pendant qu'il ripostent. Les deux américains restants se mettent à couvert et ripostent. Le staff-sergeant James Moriarty est tué et l'américain restant atteint le caporal al-Tuwayha avec son pistolet, le blessant grièvement, ce qui met fin à la fusillade.
Les américains du convoi ne portent pas de gilet pare-balles puisqu'ils ne sont pas nécessaires lors des entraînements, ce qui contribue aux pertes dévastatrices subies lors de la fusillade. Le caporal al-Tuwayha porte un gilet pare balles et utilise un fusil alors que les Américains n'ont que des pistolets pour leur protection personnelle. Deux des américains impliqués dans l'attaque sont évacués mais décèdent plus tard des suites de leurs blessures. Le caporal al-Tuwayha est grièvement blessé et placé dans un coma artificiel, il est emmené dans le même hôpital que les soldats américains et est autorisé à se trouver à proximité d'eux en raison du manque de clarté entourant la fusillade.

## Enquête
En raison de l'absence de menace perçue et du statut de la Jordanie en tant qu'alliée américain, les militaires américains voyagent dans des véhicules non blindés, ne portent pas de gilet pare-balles et ne portent que des armes de poing. Le rapport du renseignement sur l'incident recommande aux forces américaines d'utiliser à l'avenir des véhicules blindés et de transporter au moins un fusil avec elles.
Le Federal Bureau of Investigation (FBI) ouvre une enquête sur la cause de la fusillade. Initialement, l'armée jordanienne a attribue la cause de la fusillade à un cas de tir ami et insiste sur le fait que le convoi américain n'a pas tenu compte des ordres de la garde jordanienne de s'arrêter. L'enquête américaine déclare que la fusillade semble être délibérée. Le FBI enquête sur le garde jordanien pour des liens avec l'extrémisme religieux et/ou l'EI, bien qu'aucun lien ne soit trouvé. Après avoir visionné des séquences vidéo, l'armée jordanienne et le roi Abdallah II conviennent que le convoi américain s'est conformé aux "procédures établies sur la base" et que les soldats "n'ont rien fait pour déclencher l'attaque".
Marik al-Tuwayha est inculpé de meurtre pour l'attaque et plaide "non coupable".

## Procès
Al-Tuwayha est reconnu coupable de meurtre par un tribunal militaire jordanien et condamné à la prison à vie avec travaux forcés. En Jordanie, les "condamnations à perpétuité" durent de 20 à 30 ans,,.